# Giesecke & Devrient
Giesecke & Devrient (G&D) là một tập đoàn quốc tế có trụ sở chính ở München, chuyên về in tiền, in giấy hộ chiếu, Chứng khoán, mà cũng chuyên môn về Thẻ thông minh và những giải pháp an toàn. Tập đoàn với truyền thống lâu đời được thành lập vào ngày 1 tháng 6 năm 1852 bởi Hermann Giesecke (1831–1900) và Alphonse Devrient (1821–1878) tại Leipzig như là một viện chuyên in hình nghệ thuật „Giesecke & Devrient“ và ngày nay có trên toàn thế giới trên 50 hãng con cùng các Liên doanh. G&D tính vào năm 2013 có 11.660 nhân viên, trong đó 7.517 ở nước ngoài. Doanh thu cùng năm là 1,75 tỷ Euro. Tập đoàn này dẫn đầu trên thị trường và về kỹ thuật trong các sản phẩm của mình.
G&D ban đầu chuyên về in tiền, in giấy hộ chiếu, Chứng khoán. Từ thập niên 1960 cũng chế tạo giấy để in tiền, và từ thập niên 1970 máy móc để in tiền, Thẻ thông minh cho các ứng dụng ở nhà băng. Ngoài ra họ cũng tham dự phát triển SIM (điện thoại). Sau này họ còn in cả thẻ căn cước.

## Trụ sở München
Sau thế chiến thứ Hai, Giesecke & Devrient dọn hãng từ Leipzig về München, đến năm 1959 thì chuyển về trụ sở hiện thời ở Vogelweideplatz, nằm trên đường Prinzregentenstraße, với số nhân viên hiện tại là 2.500 người.

### Tái cơ cấu
Hiện thời đây là nơi in tiền giấy, không chỉ tiền Euro mà còn cho cả tiền tệ của các nước khác. Nhưng cuối năm 2014, ban lãnh đạo hãng tuyên bố là phải thực hiện chương trình tái cơ cấu doanh nghiệp. Qua chương trình này thì 950 người sẽ mất việc, 2/3 là ở München, từ 2500 sẽ giảm xuống còn 1700. Dự định là sẽ bán cả trụ sở, và đất đai mà đã mua lại 2 năm trước của công ty mẹ của bà Verena Mitschke-Collande. Nhiều công việc sẽ chuyển đi nơi khác ít tốn kém hơn như trung tâm dịch vụ thẻ thông minh. Dịch vụ in tiền giấy cũng sẽ chỉ còn in ở Leipzig, nơi mà công ty 1991 đã mua lại xưởng mà đã bị quốc hữu hóa dưới thời DDR (Đông Đức).. Việc sản xuất hệ thống an toàn cho tiền giấy sẽ chuyển về Louisenthal ở Tegernsee, bộ phận mà G & D hiện đã sản xuất giấy an toàn chống giả mạo để làm tiền giấy.